# Бле (округ)
Округ Бле (фр. Arrondissement de Blaye) — округ у Франції, в департаменті Жиронда. 2023 року округ об'єднував 62 муніципалітети, населення становило 93 969 осіб.
Адміністративний центр (супрефектура) — Бле.

## Муніципалітети
Список муніципалітетів округу:
1. Англад
2. Беон-сюр-Жиронд
3. Берсон
4. Бле
5. Бро-е-Сен-Луї
6. Бур
7. Валь-де-Вірве
8. Валь-де-Лівенн
9. Вільнев
10. Вірсак
11. Горіак
12. Гор'яге
13. Доннзак
14. Еран
15. Етольє
16. Женерак
17. Кавіньяк
18. Кампюньян
19. Кар
20. Картелег
21. Ком
22. Кюбзак-ле-Пон
23. Кюбнезе
24. Лансак
25. Ларюскад
26. Мазьйон
27. Марсас
28. Марсене
29. Момбріє
30. Пежар
31. Плассак
32. Плен-Сельв
33. Приньяк-е-Маркам
34. Пюньяк
35. Реньяк
36. Самонак
37. Сезак
38. Сен-Вів'ян-де-Бле
39. Сен-Женес-де-Бле
40. Сен-Жерве
41. Сен-Жирон-д'Егвів
42. Сен-Кристолі-де-Бле
43. Сен-Лоран-д'Арс
44. Сен-Мартен-Лакоссад
45. Сен-Мар'ян
46. Сен-Пале
47. Сен-Поль
48. Сен-Савен
49. Сен-Серен-де-Бур
50. Сен-Серен-де-Кюрсак
51. Сен-Сьє-де-Канесс
52. Сен-Сьє-сюр-Жиронд
53. Сен-Трожан
54. Сент-Андре-де-Кюбзак
55. Сент-Андроні
56. Сент-Ізан-де-Судьяк
57. Сент-Обен-де-Бле
58. Сіврак-де-Бле
59. Согон
60. Теяк
61. Торіак
62. Фур